# آشیل اتنا میچالون
آشیل اتنا میچالون (انگلیسی: Achille Etna Michallon; ۲۲ اکتبر ۱۷۹۶ – ۲۴ سپتامبر ۱۸۲۲) نقاش اهل فرانسه بود. او از شاگردان ژاک لویی داوید بوده‌است.

## زندگی
میچالون سال ۱۷۹۶ در پاریس زاده شد.

## جوایز
وی همچنین برندهٔ جوایزی همچون جایزه بزرگ رم شده‌است.

## مرگ
او بر به علت سینه‌پهلو در سال ۱۸۲۲ درگذشت.